# Megachile chrysopyga
Megachile chrysopyga là một loài Hymenoptera trong họ Megachilidae. Loài này được Smith mô tả khoa học năm 1853.

## Hình ảnh

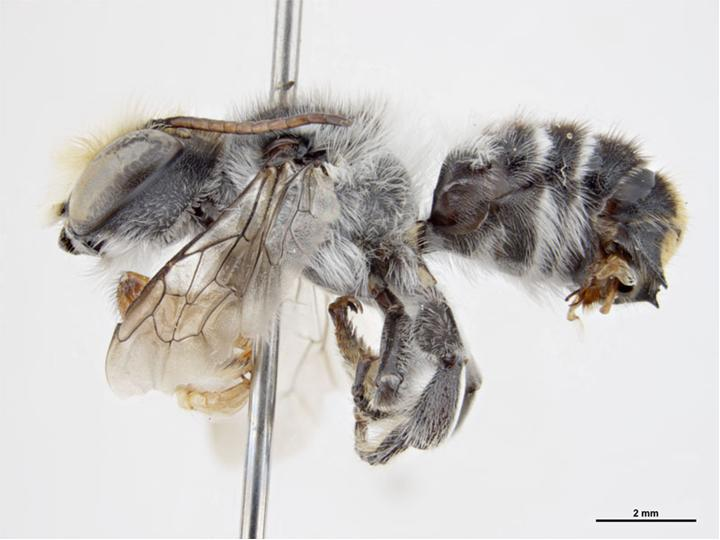